# Frank Ryan (biologiste)
Pour les articles homonymes, voir Frank Ryan et Ryan.
Frank P. Ryan, né le 23 juillet 1944, à Limerick (Irlande), est un médecin et biologiste de l'évolution britannique.
Il est membre honoraire du Department of Animal and Plant Sciences à l’Université de Sheffield (à Sheffield, au Royaume-Uni).
Écrivain scientifique, Frank Ryan est également auteur de livres de fiction.

## Œuvre
- (en) Tuberculosis : The Greatest Story Never Told, Swift Publishers, Bromsgrove, 1992, xxiii + 446 p.  (ISBN 1-8740-8200-6)
- (en) The Forgotten Plague : How the Battle Against Tuberculosis Was Won And Lost, Little, Brown & Company, Boston, 1993, xix + 460 p.  (ISBN 0-316-76380-2)[5]
- (en) Virus X : Tracking the New Killer Plagues — Out of the Present and Into the Future, Little, Brown & Company, Boston, 1997, 430 p.  (ISBN 0-316-76383-7)[6],[7]
- (en) Darwin’s Blind Spot : Evolution Beyond Natural Selection, Houghton Mifflin, Boston, 2002, ix + 310 p.  (ISBN 0-618-11812-8)[8]
- (en) Virolution, Collins, London, 2009, 390 p.  (ISBN 978-0-00-731512-3)[9],[10]
- (fr) Virus et hommes, un destin commun ?, traduction d’Astrid Vabret et Catharine Mason, coll. « Essais », Éditions Le Pommier, Paris, 2011, 407 p.  (ISBN 978-2-7465-0512-4)[3]
- (en) The Mystery of Metamorphosis : A Scientific Detective Story, Chelsea Green Publishing, White River Junction (Vermont), 2011, xxiii + 294 p.  (ISBN 978-1603583411)